# Pseudosmittia nishiharaensis
Pseudosmittia nishiharaensis är en tvåvingeart som beskrevs av Sasa och Hasegawa 1988. Pseudosmittia nishiharaensis ingår i släktet Pseudosmittia och familjen fjädermyggor. Inga underarter finns listade i Catalogue of Life.